# Professional'nyj Futbol'nyj Klub Central'nyj Sportivnyj Klub Armii 2018-2019
Questa voce raccoglie le informazioni riguardanti il Professional'nyj Futbol'nyj Klub CSKA nelle competizioni ufficiali della stagione 2018-2019.

## Stagione
La squadra peggiorò le prestazioni della precedente stagione: in Prem'er-Liga fallì la qualificazione in Champions finendo al quarto, posizione che garantì comunque l'accesso all'UEFA Europa League 2019-2020. Proprio in Champions, dopo essere stata inserita nel Girone G con Real Madrid, Viktoria Plzeň e Roma, arrivò nuovamente l'estromissione nella fase a girone, ma stavolta, stante l'ultimo posto finale, senza la possibilità di continuare il cammino in Europa League; tutto ciò nonostante la squadra avesse ottenuto la prestigiosa duplice vittoria contro i campioni uscenti del Real.
Peggiore ancora fu il cammino in Coppa di Russia, dove arrivò l'eliminazione immediata (unico club di massima serie insieme all'Ufa) per mano di un club di PFN Ligi: il Tjumen', club per altro destinato alla retrocessione in terza serie, che estromise i moscoviti ai tiri di rigore.
Unica soddisfazione arrivò dalla conquista della Supercoppa ad inizio stagione contro i concittadini della Lokomotiv Mosca: a tale manifestazione, peraltro, il CSKA poté partecipare grazie al fallimenti del Tosno, che avrebbe dovuto partecipare come vincitore della Kubok Rossii 2017-2018.

## Divise
| Casa | Trasferta | Terza maglia |

## Rosa
| N. |                     | Ruolo | Calciatore        |
| -- | ------------------- | ----- | ----------------- |
| 1  | Russia (bandiera)   | P     | Il'ja Pomazun     |
| 2  | Russia (bandiera)   | D     | Mário Fernandes   |
| 3  | Russia (bandiera)   | D     | Nikita Černov     |
| 5  | Russia (bandiera)   | D     | Viktor Vasin      |
| 8  | Croazia (bandiera)  | C     | Nikola Vlašić     |
| 9  | Russia (bandiera)   | A     | Fëdor Čalov       |
| 10 | Russia (bandiera)   | C     | Alan Dzagoev      |
| 11 | Uruguay (bandiera)  | A     | Abel Hernández    |
| 14 | Russia (bandiera)   | D     | Kirill Nababkin   |
| 15 | Russia (bandiera)   | C     | Dmitrij Efremov   |
| 17 | Islanda (bandiera)  | C     | Arnór Sigurðsson  |
| 18 | Mali (bandiera)     | A     | Lassana N'Diaye   |
| 19 | Giappone (bandiera) | A     | Takuma Nishimura  |
| 20 | Russia (bandiera)   | C     | Konstantin Kučaev |

| N. |                     | Ruolo | Calciatore                |
| -- | ------------------- | ----- | ------------------------- |
| 22 | Russia (bandiera)   | P     | Georgij Valer'evič Kyrnac |
| 23 | Islanda (bandiera)  | D     | Hörður Magnússon          |
| 25 | Croazia (bandiera)  | C     | Kristijan Bistrović       |
| 29 | Slovenia (bandiera) | C     | Jaka Bijol                |
| 31 | Russia (bandiera)   | C     | Aleksandr Makarov         |
| 35 | Russia (bandiera)   | P     | Igor' Akinfeev            |
| 42 | Russia (bandiera)   | D     | Georgij Ščennikov         |
| 50 | Brasile (bandiera)  | D     | Rodrigo Becão             |
| 72 | Russia (bandiera)   | C     | Astemir Gordjušenko       |
| 75 | Russia (bandiera)   | A     | Timur Žamaletdinov        |
| 77 | Russia (bandiera)   | C     | Il'zat Achmetov           |
| 78 | Russia (bandiera)   | D     | Igor' Diveev              |
| 80 | Russia (bandiera)   | C     | Chetag Chosonov           |
| 98 | Russia (bandiera)   | C     | Ivan Obljakov             |

## Risultati

### Prem'er-Liga
| Samara 31 luglio 2018 1ª giornata | Kryl'ja Sovetov Samara | 0 – 0 referto | CSKA Mosca | Samara Arena |

| Mosca 5 agosto 2018 2ª giornata | CSKA Mosca | 0 – 1 referto | Rostov | Arena CSKA |

| Tjumen' 11 agosto 2018 3ª giornata | Enisej | 1 – 1 referto | CSKA Mosca | Stadio Geolog |

| Mosca 18 agosto 2018 4ª giornata | CSKA Mosca | 3 – 0 referto | Arsenal Tula | Arena CSKA |

| Kazan' 25 agosto 2018 5ª giornata | Rubin | 1 – 1 referto | CSKA Mosca | Kazan Arena |

| Mosca 1º settembre 2018 6ª giornata | CSKA Mosca | 4 – 0 referto | Ural | Arena CSKA |

| Ufa 15 settembre 2018 7ª giornata | Ufa | 0 – 3 referto | CSKA Mosca | Stadio Neftjanik |

| Mosca 23 settembre 2018 8ª giornata | CSKA Mosca | 1 – 1 referto | Spartak Mosca | Arena CSKA |

| Orenburg 28 settembre 2018 9ª giornata | Orenburg | 0 – 1 referto | CSKA Mosca | Stadio Gazovik |

| Mosca 7 ottobre 2018 10ª giornata | CSKA Mosca | 0 – 1 referto | Lokomotiv Mosca | Arena CSKA |

| Kaspijsk 19 ottobre 2018 11ª giornata | Anži | 0 – 2 referto | CSKA Mosca | Anži-Arena |

| Mosca 28 ottobre 2018 12ª giornata | CSKA Mosca | 1 – 2 referto | Krasnodar | Arena CSKA |

| Chimki 3 novembre 2018 13ª giornata | Dinamo Mosca | 0 – 0 referto | CSKA Mosca | Arena Chimki |

| Mosca 11 novembre 2018 14ª giornata | CSKA Mosca | 2 – 0 referto | Zenit San Pietroburgo | Arena CSKA |

| Groznyj 23 novembre 2018 15ª giornata | Achmat Groznyj | 0 – 2 referto | CSKA Mosca | Stadion imeni Achmat-Chadži Kadyrova |

| Rostov sul Don 2 dicembre 2018 16ª giornata | Rostov | 0 – 0 referto | CSKA Mosca | Rostov Arena |

| Mosca 8 dicembre 2018 17ª giornata | CSKA Mosca | 2 – 1 referto | Enisej | Arena CSKA |

| Groznyj 2 marzo 2019 18ª giornata | Arsenal Tula | 2 – 0 referto | CSKA Mosca | Stadion imeni Achmat-Chadži Kadyrova |

| Mosca 9 marzo 2019 19ª giornata | CSKA Mosca | 3 – 0 referto | Rubin | Arena CSKA |

| Ekaterinburg 16 marzo 2019 20ª giornata | Ural | 0 – 1 referto | CSKA Mosca | Stadio Centrale |

| Mosca 31 marzo 2019 21ª giornata | CSKA Mosca | 2 – 2 referto | Ufa | Arena CSKA |

| Mosca 6 aprile 2019 22ª giornata | Spartak Mosca | 0 – 2 referto | CSKA Mosca | Otkrytie Arena |

| Mosca 13 aprile 2019 23ª giornata | CSKA Mosca | 2 – 3 referto | Orenburg | Arena CSKA |

| Mosca 20 aprile 2019 24ª giornata | Lokomotiv Mosca | 1 – 1 referto | CSKA Mosca | RŽD Arena |

| Mosca 24 aprile 2019 25ª giornata | CSKA Mosca | 2 – 0 referto | Anži | Arena CSKA |

| Krasnodar 28 aprile 2019 26ª giornata | Krasnodar | 2 – 0 referto | CSKA Mosca | Stadio FC Krasnodar |

| Mosca 5 maggio 2019 27ª giornata | CSKA Mosca | 2 – 2 referto | Dinamo Mosca | Arena CSKA |

| San Pietroburgo 12 maggio 2019 28ª giornata | Zenit San Pietroburgo | 3 – 1 referto | CSKA Mosca | Stadio San Pietroburgo |

| Mosca 18 maggio 2019 29ª giornata | CSKA Mosca | 1 – 0 referto | Achmat Groznyj | Arena CSKA |

| Mosca 26 maggio 2019 30ª giornata | CSKA Mosca | 6 – 0 referto | Kryl'ja Sovetov Samara | Arena CSKA |

### Coppa di Russia
| Tjumen' 10 ottobre 2018                      | Tjumen'              | 1 – 1 (d.t.s.) referto | CSKA Mosca | Stadio Geolog |
| \| \| \| \| \| \| Tiri di rigore 3 – 0 \| \| |                      |                        |            |               |
|                                              |                      |                        |            |               |
|                                              | Tiri di rigore 3 – 0 |                        |            |               |

### Champions League
| Arbitro: | Benoît Bastien |

|                   |           |                               |
| Krmenčík 29’, 41’ | Marcatori | 49’ Čalov 90+5’ (rig.) Vlašić |

| Arbitro: | Ovidiu Hațegan |

|           |           |  |
| Vlašić 2’ | Marcatori |  |

| Arbitro: | Anastasios Sidīropoulos |

|                          |           |  |
| Džeko 30’, 43’ Ünder 50’ | Marcatori |  |

| Arbitro: | Cüneyt Çakır |

|                |           |                           |
| Sigurðsson 50’ | Marcatori | 4’ Manōlas 59’ Pellegrini |

| Arbitro: | Danny Makkelie |

|                   |           |                         |
| Vlašić 10’ (rig.) | Marcatori | 56’ Procházka 81’ Hejda |

| Arbitro: | Artur Soares Dias |

|  |           |                                        |
|  | Marcatori | 37’ Čalov 43’ Ščennikov 73’ Sigurðsson |

### Supercoppa di Russia
| Arbitro: | Bezborodov (San Pietroburgo) |

|  |           |               |
|  | Marcatori | 106’ Chosonov |